# آندرانومبوری
آندرانومبوری (به لاتین: Andranombory) یک منطقهٔ مسکونی در ماداگاسکار است که در توآلانارو واقع شده‌است. آندرانومبوری ۵٬۰۰۰ نفر جمعیت دارد و ۲۲ متر بالاتر از سطح دریا واقع شده‌است.